# Détention domiciliaire sous surveillance électronique
 (janvier 2022).
La mise en forme du texte ne suit pas les recommandations de Wikipédia : il faut le « wikifier ».
Les points d'amélioration suivants sont les cas les plus fréquents. Le détail des points à revoir est peut-être précisé sur la page de discussion.
- Les titres sont pré-formatés par le logiciel. Ils ne sont ni en capitales, ni en gras.
- Le texte ne doit pas être écrit en capitales (les noms de famille non plus), ni en gras, ni en italique, ni en « petit »…
- Le gras n'est utilisé que pour surligner le titre de l'article dans l'introduction, une seule fois.
- L'italique est rarement utilisé : mots en langue étrangère, titres d'œuvres, noms de bateaux, etc.
- Les citations ne sont pas en italique mais en corps de texte normal. Elles sont entourées par des guillemets français : « et ».
- Les listes à puces sont à éviter, des paragraphes rédigés étant largement préférés. Les tableaux sont à réserver à la présentation de données structurées (résultats, etc.).
- Les appels de note de bas de page (petits chiffres en exposant, introduits par l'outil «  Source ») sont à placer entre la fin de phrase et le point final[comme ça].
- Les liens internes (vers d'autres articles de Wikipédia) sont à choisir avec parcimonie. Créez des liens vers des articles approfondissant le sujet. Les termes génériques sans rapport avec le sujet sont à éviter, ainsi que les répétitions de liens vers un même terme.
- Les liens externes sont à placer uniquement dans une section « Liens externes », à la fin de l'article. Ces liens sont à choisir avec parcimonie suivant les règles définies. Si un lien sert de source à l'article, son insertion dans le texte est à faire par les notes de bas de page.
- La présentation des références doit suivre les conventions bibliographiques. Il est recommandé d'utiliser les modèles {{Ouvrage}}, {{Chapitre}}, {{Article}}, {{Lien web}} et/ou {{Bibliographie}}. Le mode d'édition visuel peut mettre en forme automatiquement les références.
- Insérer une infobox (cadre d'informations à droite) n'est pas obligatoire pour parachever la mise en page.

Pour une aide détaillée, merci de consulter Aide:Wikification.
Si vous pensez que ces points ont été résolus, vous pouvez retirer ce bandeau et améliorer la mise en forme d'un autre article.
 (janvier 2022).
La Détention domiciliaire sous surveillance électronique  est soit une modalité d’aménagement de peine, soit une mesure alternative à l’emprisonnement. Son principe consiste en l’obligation qui est faite au condamné de demeurer, selon des périodes déterminées, en un lieu spécifiquement désigné par le juge de l’application des peines ou la juridiction de jugement.

## Description et fonctionnement
Faire l’objet d’une DDSE, c’est se voir interdire de s’absenter de son domicile ou de son lieu d’hébergement en dehors des périodes autorisées résultant de l’exercice d’une activité professionnelle, du suivi d’un enseignement, d’une formation ou d’un traitement médical, de la recherche d’un emploi, de la participation à la vie de famille, ou de tout projet d’insertion ou de réinsertion.
Son fonctionnement requiert l’installation d’un dispositif de surveillance électronique au domicile du condamné, sous la forme d’un boîtier-récepteur raccordé à une prise électrique de secteur et relié à un centre géré par l’administration pénitentiaire, et le port pour son usager d’un bracelet à sa cheville, muni d’une puce électronique émettrice.
Le dispositif de surveillance électronique est ce qui permet de détecter la présence du porteur du bracelet pénal sur son lieu d’assignation à résidence, selon les périodes fixées préalablement par le juge.

## Les deux régimes de la DDSE
La Loi de Programmation de la Justice du 23 mars 2019, entrée en vigueur le 24 mars 2020, a rebaptisé le « placement sous surveillance électronique » en « détention domiciliaire sous surveillance électronique », et distingue deux régimes de DDSE : 
1/ la DDSE-aménagement, qui est une modalité d’aménagement des peines d’emprisonnement. Elle s’exécute en dehors d'un établissement pénitentiaire, dans un lieu désigné par l’autorité judiciaire, la plupart du temps le domicile du condamné ou un lieu d’hébergement. Elle comporte l’obligation de respecter des périodes horaires d’interdiction de sortie du domicile fixées par cette même autorité.
La durée de la DDSE-aménagement est comprise entre au moins 1 mois et au plus un an.
Textes applicables : art. 132-26 du Code pénal ; 723-7 à 723-13-1 et R. 57-10 à R. 57-30 du Code de procédure pénale (CPP).
2/ La DDSE-peine est une peine alternative à l’emprisonnement consistant aussi pour le condamné à demeurer en un lieu désigné, pendant des périodes déterminées. Toutefois, la particularité de la DDSE-peine est qu’elle n’emporte pas, pour le condamné, sa mise sous écrou, puisqu’elle ne constitue pas une peine d’emprisonnement à proprement parler. Il s’ensuit que la personne condamnée ne peut bénéficier ici ni de crédit de réduction de peine, ni de réduction supplémentaire de peine, ni de permission de sortir.
La durée de la DDSE- peine doit être fixée entre 15 jours au minimum et 6 mois au maximum. Sous conditions, elle peut se clore par anticipation, ce qui n’est pas le cas de la DDSE-aménagement.
Textes applicables : art. 713-42 qui renvoie aux art. 723-8 à 723-12 du CPP ; et D. 49-82 du CPP qui renvoie aux art. R. 57-10 et suivants du CPP.